# タラス・ブーリバ (ヤナーチェク)
狂詩曲『タラス・ブーリバ』は、レオシュ・ヤナーチェクが1918年に作曲した管弦楽曲。ニコライ・ゴーゴリの小説『タラス・ブーリバ（隊長ブーリバ）』に基づく標題音楽であり、ヤナーチェクの最も表現力に富んだ作品に数えられる。「国民を防衛するわれらが軍に」献呈された。

## 概要
初稿は1915年7月2日に作曲したが、その後ヤナーチェクは改訂して抜本的な変更を加えた。ほぼ現行版に近づいた第2稿は、1918年3月29日に完成され、1921年10月9日にブルノの国民劇場における演奏会で、フランティシェク・ノイマンの指揮により初演された。1924年に、ブジェティスラフ・バカラの編曲による4手ピアノ版が出版された。総譜はさらなる改訂を施され、1927年に出版された。

## 楽器編成
ピッコロ1、フルート2、オーボエ2、コーラングレー1、クラリネット2（第1クラリネットは変ホ管と持替え）、ファゴット2、コントラファゴット1、ホルン4、トランペット3、トロンボーン3、チューバ1、ティンパニー、スネアドラム、サスペンデッド・シンバル、トライアングル、チューブラーベル、ハープ1、オルガン、弦楽五部。

## 楽章構成
以下の3つの楽章から成り、それぞれは小説の登場人物とその死を描いている。
1. アンドレイの死
2. オスタップの死
3. タラス・ブーリバの予言と死

### 第1曲「アンドレイの死」
アンドレイは、コサックの首領タラス・ブーリバの次男でありながら、ポーランド人の将軍令嬢と恋に落ちる。冒頭のコーラングレーとオーボエ、ヴァイオリンによる情熱的な旋律は、恋人同士のロマンティックな情感を示唆している。いたるところで影を孕んだ楽曲は、徐々に不穏になっていき、ポーランド軍とコサック軍との戦闘を描写する。怒れるトロンボーンは咆え、鐘は鳴り、トランペットは勝ち誇って叫ぶ。アンドレイはポーランド軍に加担するが、自分の寝返りを知った父親と接戦し、投降するとその手にかかる。曲末で愛の場面の音楽が短く回想される。

### 第2曲「オスタップの死」
タラス・ブーリバの長男は、弟アンドレイの死に悲嘆に暮れているうちに、戦場でポーランド軍の捕虜となり、ワルシャワに連行され、拷問の末に処刑される。タラス・ブーリバは変装してワルシャワに潜入するが、息子の最期を目の当たりにし、自分の居場所を忘れて息子に向かって呼び掛けてしまう。
曲のほとんどは無感情で不恰好な行進曲である。曲末での猛々しいマズルカは、ポーランドの勝利を示唆する。タラス・ブーリバは暗いトロンボーンの音色によって演じられ、オスタップの断末魔は甲高いクラリネットによって再現される（後者の表現は、ベルリオーズの《幻想交響曲》やリヒャルト・シュトラウスの《ティル・オイレンシュピーゲルの愉快ないたずら》の断頭台の場面に比すべきものである）。

### 第3曲「タラス・ブーリバの予言と死」
コサック軍は、オスタップの仇討ちのために死に物狂いでポーランド中で転戦する。とうとうタラス・ブーリバがドニエプル河畔で捕らえられるが、ポーランド軍によって火炙りにされる前に挑発的な予言を口走る。曰く、「コサックがこの世に恐れるものなどあるものか。待ちやがれ。ロシア人の信仰心がどんなものか思い知る日が来るだろうよ。とっくにあちこちの人間が承知しているさ。ロシアの地からツァーリが立てば、それを脅かすような力は起こりやしないってことを。」
開始の音楽は軍楽や、（再びトロンボーンによる）タラス・ブーリバの雄叫びの声にあふれているが、静かなパッセージになってブーリバの捕縛を描写する。予言そのものは金管楽器とオルガンの煽情的なパッセージで描写され、鳴り響く鐘と誇らしげなエピローグによってクライマックスに至る。

## 註
1. ↑  Sleeve note of the Supraphon CD (SU 3667-2911)
2. ↑  Score, p. VI

## 参考資料
- Leoš Janáček: Taras Bulba. Rapsodia per orchestra. Partitura. (Score) Prague: Editio Supraphon, 1980. H 3616p